# 山川乡
山川乡是中华人民共和国浙江省湖州市安吉县下辖的一个乡。

## 行政区划
山川乡下辖以下村级行政区划单位：
船村、大里村、高家堂村、九亩村、马家弄村和山川村。